# Stiphodon atratus
Stiphodon atratus е вид бодлоперка от семейство Попчеви (Gobiidae). Видът не е застрашен от изчезване.

## Разпространение
Разпространен е в Австралия, Вануату, Индонезия, Нова Каледония, Папуа Нова Гвинея и Соломонови острови.

## Описание
На дължина достигат до 4,2 cm.